# 256 (număr)
256 (două sute cincizeci și șase) este numărul natural care urmează după 255 și precede pe 257 într-un șir crescător de numere naturale.

## În matematică
256:
- Este un număr par.
- Este un număr compus.[1]
- Este un număr deficient.[2][3]
- Este un număr Erdős-Woods[4][5]
- Este un pătrat perfect (256 = 162); fără ultima sa cifră este tot un pătrat (25 = 52).
- Este o putere a lui 2 (puterea a opta a lui 2, 256 = 28),[6] o putere a lui 4 (puterea a patra a lui 4, 256 = 44),[7] și o putere a lui 16 (256 = 162).
- Este un număr puternic.[8][9]
- Este un număr rotund.[10][11]
- Este un număr care în notația tetrație este 24.[12]
- Este singurul număr zenzizenzizenzic cu trei cifre {\displaystyle ((2^{2})^{2})^{2}}.
- Este cel mai mic număr care este produsul a 8 numere prime.
- Este un număr centrat 17-gonal.[13][14]

## În calculatoare
Un octet (de obicei un byte) este egal cu 8 bit și poate reprezenta 28 = 256 de valori, de la 0 la 255. 256 apare adesea în aplicațiile software din calculatoare (în special în sistemele pe 8-bit) ca:
- Numărul tipic de valori diferite din fiecare culoare de bază a unei imagini color digitale (256 valori pentru roșu, 256 valori pentru verde și 256 valori pentru albastru, utilizate pentru modelul de culoare RGB).
- Numărul de culori disponibile într-un fișier de tip GIF sau bitmap cu o adâncime de culoare de 8-bit.
- Numărul de caractere din seturile ASCII extins[15] și Latin-1.[16]
- Numărul de coloane disponibile în Microsoft Excel până în 2007.[17]
- Un întreg pe 256-bit poate reprezenta până la 1.1579209...e+77 valori.

(2256 = 115,792,089,237,316,195,423,570,985,008,687,907,853,269,984,665,640,564,039,457,584,007,913,129,639,936 exactly).
- Numărul de valori hash în sistemele criptografice SHA-256.
- Numărul de niveluri în diferite jocuri, ca Pac-Man.
- Diferite branduri, ca GeForce 256 al nVidia.

### În astronomie
- Obiectul NGC 256 din New General Catalogue este un roi deschis, cu o magnitudine 12,5 din Micul Nor al lui Magellan, în constelația Tucanul.
- 256 Walpurga este un asteroid din centura principală.
- 256P/LINEAR este o cometă periodică din sistemul nostru solar.

## În alte domenii
256 se poate referi la:
- Numărul de caractere în noul sistem Braille pe 8 puncte.
- Codul zonal pentru Alabama.
- Prefixul telefonic internațional pentru Uganda.
- Frecvența notei muzicale „Do din mijloc” în Hz pe scara tonurilor de concert.[19]
- Numărul soldaților din formația de bază a armatei macedoniene antice.[20]